# Arblade-le-Haut
Arblade-le-Haut est une commune française située dans l'ouest du département du Gers en région Occitanie. Sur le plan historique et culturel, la commune est dans le Bas-Armagnac, ou Armagnac noir, un pays s'inscrivant entre les vallées de l'Auzoue, la Gélise, la Douze et du Midou.
Exposée à un climat océanique altéré, elle est drainée par l'Izaute, le ruisseau de Vielcapet et par divers autres petits cours d'eau. La commune possède un patrimoine naturel remarquable composé d'une zone naturelle d'intérêt écologique, faunistique et floristique.
Arblade-le-Haut est une commune rurale qui compte 319 habitants en 2022, après avoir connu un pic de population de 732 habitants en 1821.  Elle fait partie de l'aire d'attraction de Nogaro. Ses habitants sont appelés les Arbladois ou  Arbladoises.
Le patrimoine architectural de la commune comprend un immeuble protégé au titre des monuments historiques : une maison, inscrite en 1974.

## Géographie

### Localisation
La commune d'Arblade-le-Haut se situe au centre du canton de Nogaro et dans l'arrondissement de Condom, à 50 km de Condom et à 65 km d'Auch.

### Communes limitrophes
Les communes limitrophes sont  Caupenne-d'Armagnac, Lanne-Soubiran, Magnan, Nogaro, Saint-Griède, Saint-Martin-d'Armagnac, Sorbets et Urgosse.
| Magnan         | Caupenne-d'Armagnac     | Nogaro  |
| Lanne-Soubiran | Arblade-le-Haut         | Urgosse |
| Saint-Griède   | Saint-Martin-d'Armagnac | Sorbets |

### Géologie et relief
Le territoire de la commune est majoritairement constitué de coteaux au pentes prononcées, entre les vallées de l'Izaute et de la Juranne. Le point culminant d'Arblade-le-Haut se situe près de la mairie à une altitude de 154 mètres, tandis que le point le plus bas se situe à la confluence de l'Izaute et de la Juranne à une altitude de 88 mètres. L'ensemble du relief est très boisé.
Arblade-le-Haut se situe en zone de sismicité 2 (sismicité faible).

### Hydrographie

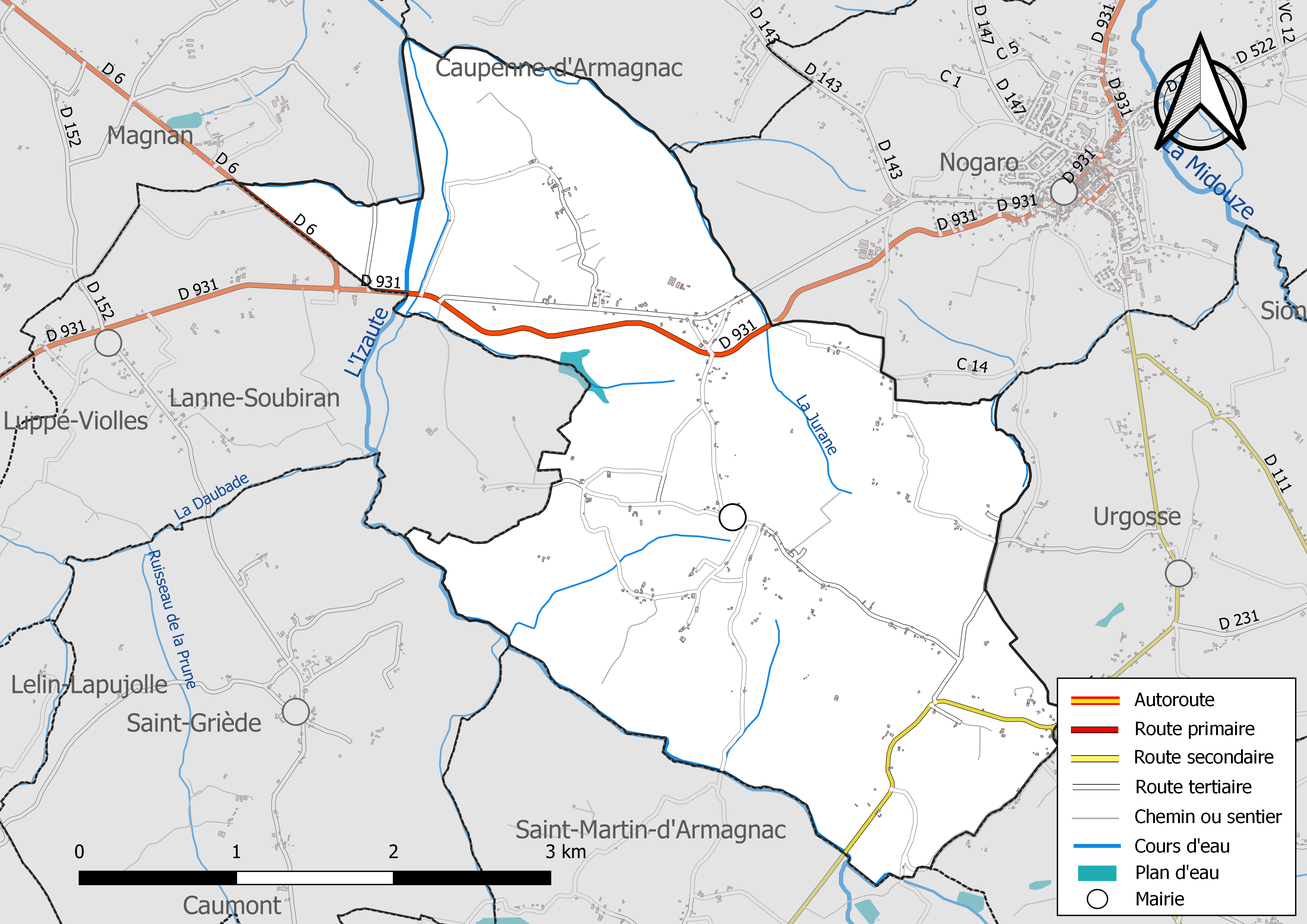
Réseaux hydrographique et routier d'Arblade-le-Haut.

La commune est dans le bassin de l'Adour, au sein du bassin hydrographique Adour-Garonne. Elle est drainée par l'Izaute, le ruisseau de Vielcapet, la Jurane et par divers petits cours d'eau, qui constituent un réseau hydrographique de 14 km de longueur totale,.
L'Izaute, d'une longueur totale de 37,5 km, prend sa source dans la commune de Dému et s'écoule vers le nord. Il traverse la commune et se jette dans la Gélise à Castelnau d'Auzan Labarrère, après avoir traversé 11 communes.

### Climat
Pour des articles plus généraux, voir Climat de l'Occitanie et Climat du Gers.
En 2010, le climat de la commune est de type climat océanique altéré, selon une étude s'appuyant sur une série de données couvrant la période 1971-2000. En 2020, Météo-France publie une typologie des climats de la France métropolitaine dans laquelle la commune est toujours exposée à un climat océanique altéré et est dans la région climatique Aquitaine, Gascogne, caractérisée par une pluviométrie abondante au printemps, modérée en automne, un faible ensoleillement au printemps, un été chaud (19,5 °C), des vents faibles, des brouillards fréquents en automne et en hiver et des orages fréquents en été (15 à 20 jours).
Pour la période 1971-2000, la température annuelle moyenne est de 13,2 °C, avec une amplitude thermique annuelle de 15,1 °C. Le cumul annuel moyen de précipitations est de 960 mm, avec 11,1 jours de précipitations en janvier et 7,2 jours en juillet. Pour la période 1991-2020, la température moyenne annuelle observée sur la station météorologique la plus proche, située sur la commune du Houga à 11 km à vol d'oiseau, est de 13,8 °C et le cumul annuel moyen de précipitations est de 875,9 mm,. Pour l'avenir, les paramètres climatiques de la commune estimés pour 2050 selon différents scénarios d'émission de gaz à effet de serre sont consultables sur un site dédié publié par Météo-France en novembre 2022.

### Milieux naturels et biodiversité

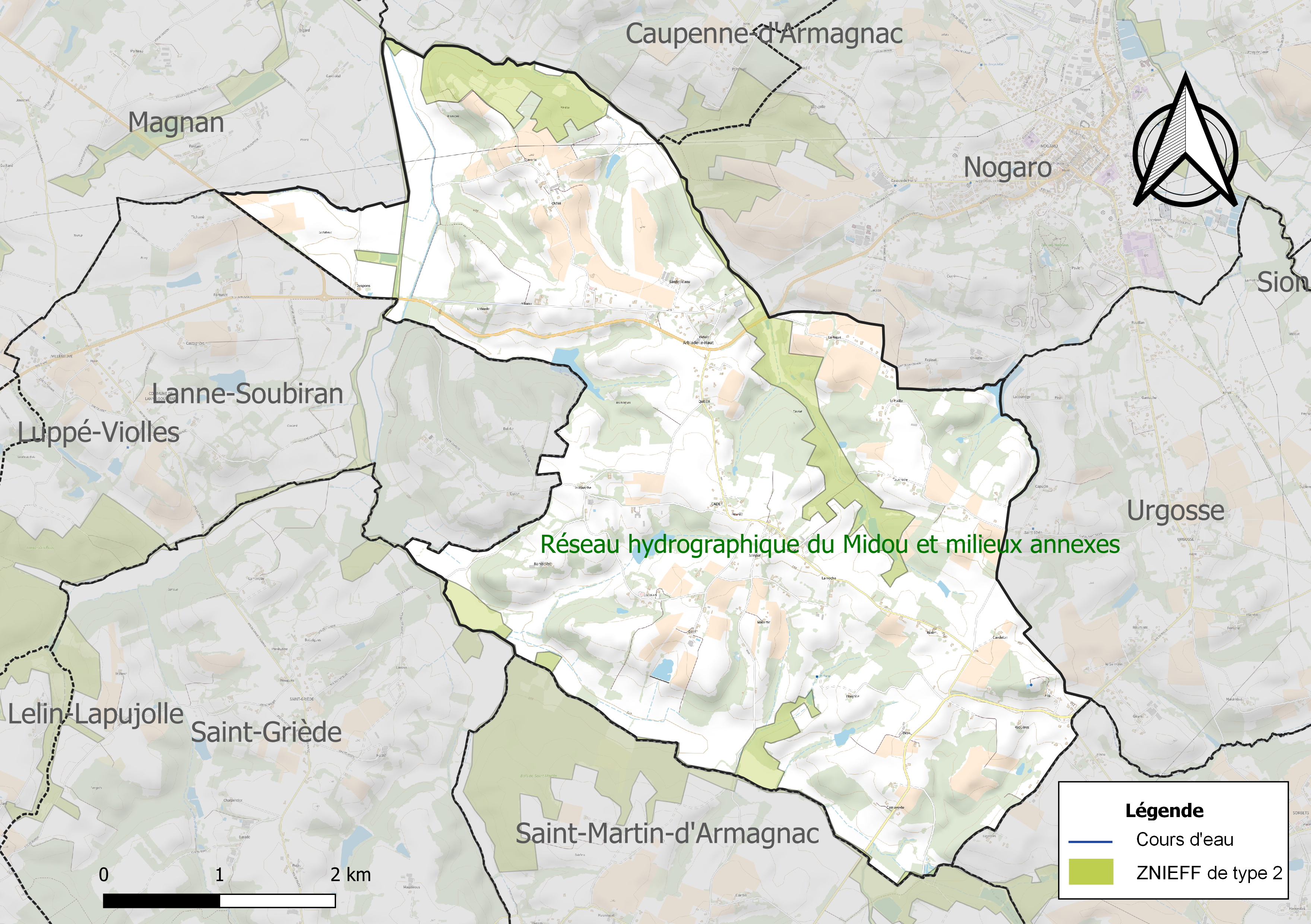
Carte de la ZNIEFF de type 2 localisée sur la commune.

L’inventaire des zones naturelles d'intérêt écologique, faunistique et floristique (ZNIEFF) a pour objectif de réaliser une couverture des zones les plus intéressantes sur le plan écologique, essentiellement dans la perspective d’améliorer la connaissance du patrimoine naturel national et de fournir aux différents décideurs un outil d’aide à la prise en compte de l’environnement dans l’aménagement du territoire.
Une ZNIEFF de type 2 est recensée sur la commune :
le « réseau hydrographique du Midou et milieux annexes » (6 344 ha), couvrant 43 communes dont 37 dans le Gers et six dans les Landes.

## Urbanisme

### Typologie
Au 1er janvier 2024, Arblade-le-Haut est catégorisée commune rurale à habitat très dispersé, selon la nouvelle grille communale de densité à sept niveaux définie par l'Insee en 2022.
Elle est située hors unité urbaine. Par ailleurs la commune fait partie de l'aire d'attraction de Nogaro, dont elle est une commune de la couronne,. Cette aire, qui regroupe 18 communes, est catégorisée dans les aires de moins de 50 000 habitants,.

### Occupation des sols

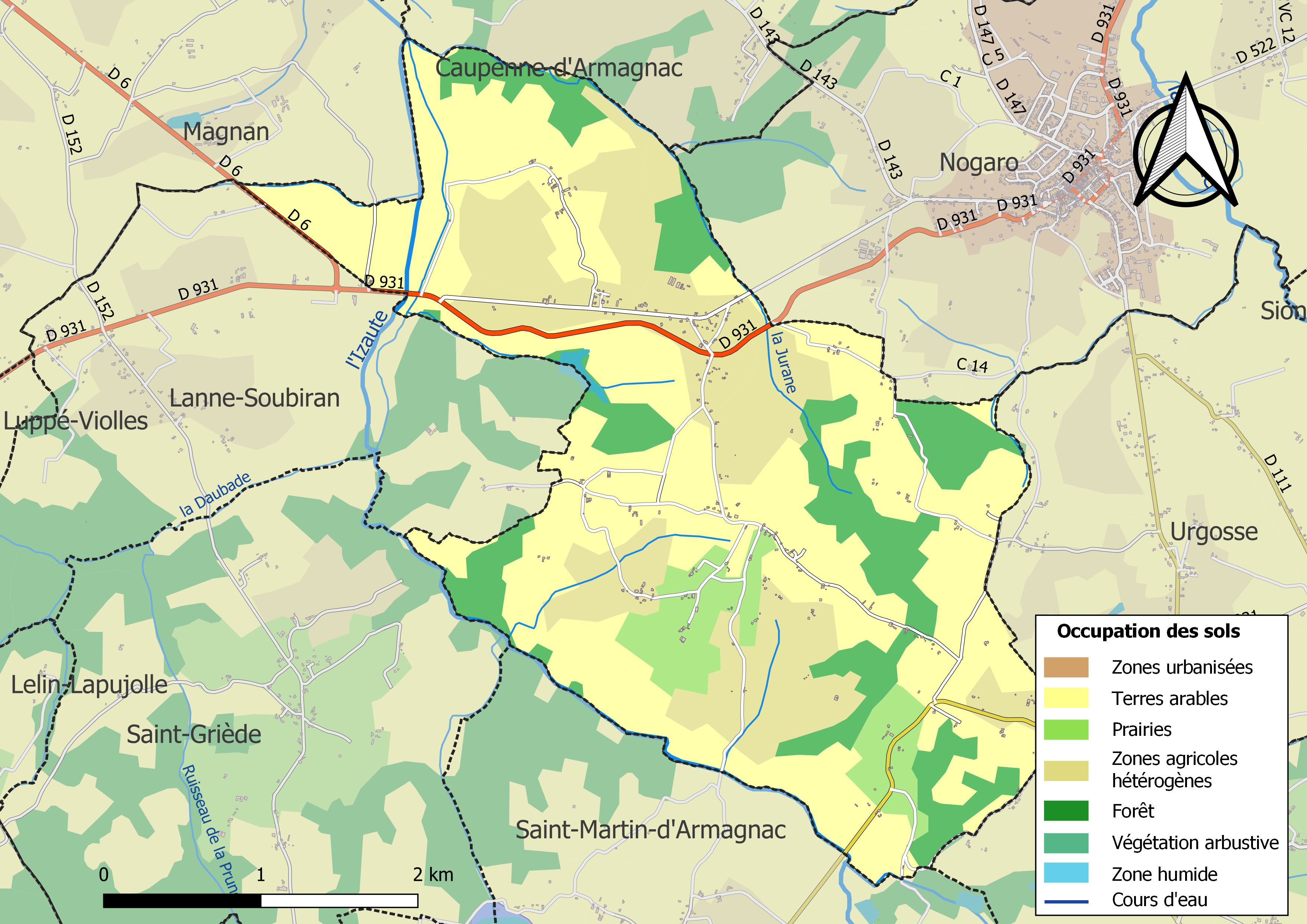
Carte des infrastructures et de l'occupation des sols de la commune en 2018 (CLC).

L'occupation des sols de la commune, telle qu'elle ressort de la base de données européenne d’occupation biophysique des sols Corine Land Cover (CLC), est marquée par l'importance des territoires agricoles (83,8 % en 2018), une proportion identique à celle de 1990 (83,8 %). La répartition détaillée en 2018 est la suivante : 
terres arables (45,7 %), zones agricoles hétérogènes (25,5 %), forêts (16,2 %), prairies (6,4 %), cultures permanentes (6,3 %). L'évolution de l’occupation des sols de la commune et de ses infrastructures peut être observée sur les différentes représentations cartographiques du territoire : la carte de Cassini (XVIIIe siècle), la carte d'état-major (1820-1866) et les cartes ou photos aériennes de l'IGN pour la période actuelle (1950 à aujourd'hui).

### Voies de communication et transports
- La D 931 traverse la partie septentrionale de la commune, en provenance de Lanne-Soubiran à l'ouest et en direction de Nogaro à l'est ;
- La D 25 traverse la partie méridionale de la commune, en provenance de Saint-Martin-d'Armagnac au sud et vers Urgosse à l'est ;
- La D 6 constitue une partie de la limite nord-occidentale de la commune en se détachant de la D 931 en direction de Magnan.

### Risques majeurs
Le territoire de la commune d'Arblade-le-Haut est vulnérable à différents aléas naturels : météorologiques (tempête, orage, neige, grand froid, canicule ou sécheresse) et séisme (sismicité faible). Il est également exposé à un risque technologique,  le transport de matières dangereuses. Un site publié par le BRGM permet d'évaluer simplement et rapidement les risques d'un bien localisé soit par son adresse soit par le numéro de sa parcelle.

#### Risques naturels

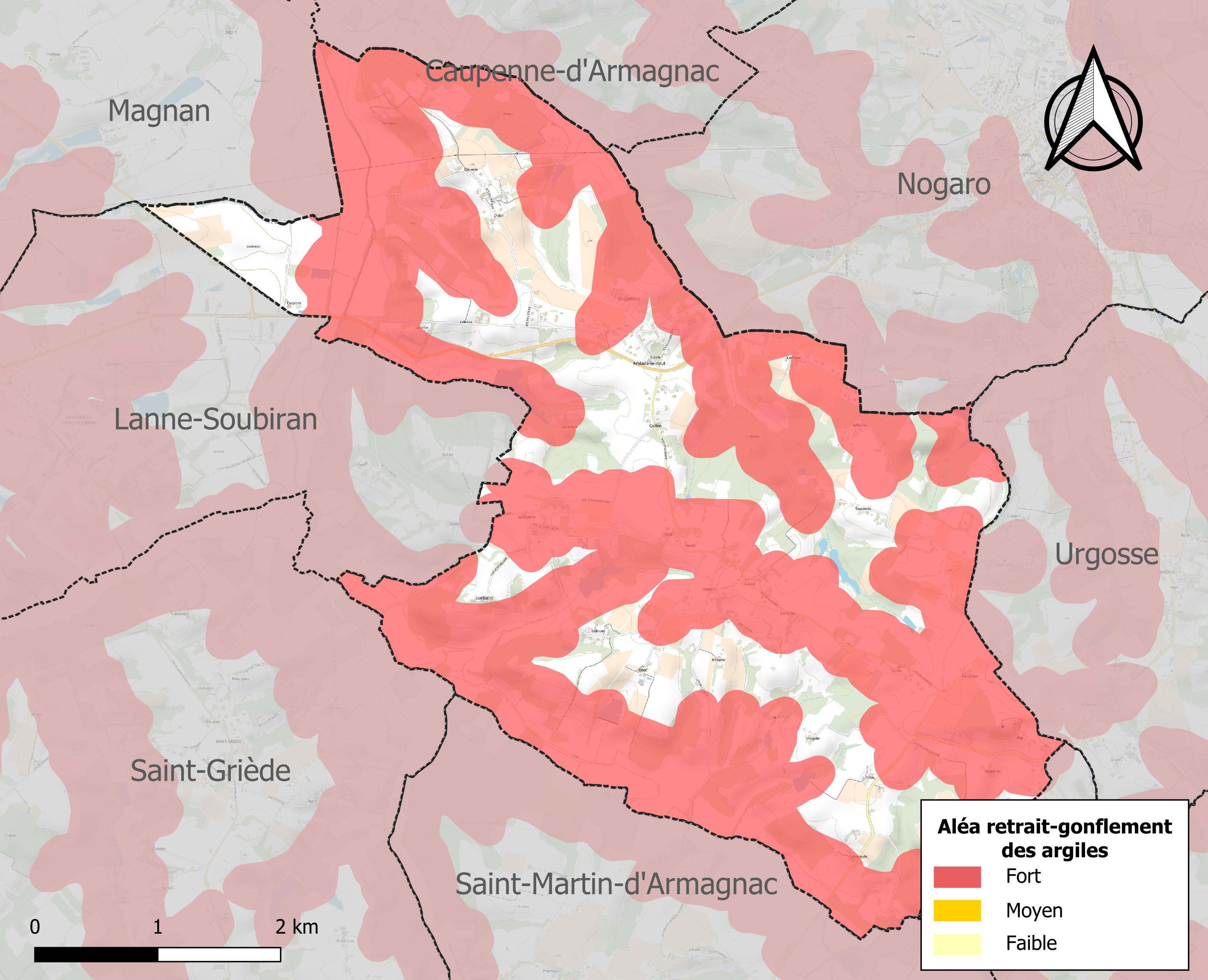
Carte des zones d'aléa retrait-gonflement des sols argileux d'Arblade-le-Haut.

Le retrait-gonflement des sols argileux est susceptible d'engendrer des dommages importants aux bâtiments en cas d’alternance de périodes de sécheresse et de pluie. 69,2 % de la superficie communale est en aléa moyen ou fort (94,5 % au niveau départemental et 48,5 % au niveau national). Sur les 161 bâtiments dénombrés sur la commune en 2019, 91 sont en aléa moyen ou fort, soit 57 %, à comparer aux 93 % au niveau départemental et 54 % au niveau national. Une cartographie de l'exposition du territoire national au retrait gonflement des sols argileux est disponible sur le site du BRGM,.
Par ailleurs, afin de mieux appréhender le risque d’affaissement de terrain, l'inventaire national des cavités souterraines permet de localiser celles situées sur la commune.
La commune a été reconnue en état de catastrophe naturelle au titre des dommages causés par les inondations et coulées de boue survenues en 1983, 1992, 1993, 1997, 1999 et 2009. Concernant les mouvements de terrains, la commune a été reconnue en état de catastrophe naturelle au titre des dommages causés par la sécheresse en 1990 et 2002 et par des mouvements de terrain en 1999.

#### Risques technologiques
Le risque de transport de matières dangereuses sur la commune est lié à sa traversée par des infrastructures routières ou ferroviaires importantes ou la présence d'une canalisation de transport d'hydrocarbures. Un accident se produisant sur de telles infrastructures est en effet susceptible d’avoir des effets graves au bâti ou aux personnes jusqu’à 350 m, selon la nature du matériau transporté. Des dispositions d’urbanisme peuvent être préconisées en conséquence.

## Toponymie
Arblade signifie lieu boisé. Loissan, ou Louchan sous l'Ancien régime, renvoie au nom romain du domaine de Lucianus.
Jusqu'en 1791, Arblade-le-Haut était connue sous le nom d'Arblade Comtal.
Le nom de la commune en occitan gascon est Arblada d'en Haut.

## Histoire
Arblade-le-Haut absorbe la commune de Loubion en 1837.

## Politique et administration

### Liste des maires
| Période                                  | Période  | Identité           | Étiquette | Qualité              |
| ---------------------------------------- | -------- | ------------------ | --------- | -------------------- |
| 2001                                     | En cours | Jean-Marie Verrier | DVD       | Agriculteur retraité |
| Les données manquantes sont à compléter. |          |                    |           |                      |

## Population et société

### Démographie
L'évolution du nombre d'habitants est connue à travers les recensements de la population effectués dans la commune depuis 1793. Pour les communes de moins de 10 000 habitants, une enquête de recensement portant sur toute la population est réalisée tous les cinq ans, les populations de référence des années intermédiaires étant quant à elles estimées par interpolation ou extrapolation. Pour la commune, le premier recensement exhaustif entrant dans le cadre du nouveau dispositif a été réalisé en 2008.

En 2022, la commune comptait 319 habitants, en évolution de +6,33 % par rapport à 2016 (Gers : +1,04 %, France hors Mayotte : +2,11 %).
| 1793 | 1800 | 1806 | 1821 | 1831 | 1841 | 1846 | 1851 | 1856 |
| ---- | ---- | ---- | ---- | ---- | ---- | ---- | ---- | ---- |
| 568  | 642  | 576  | 732  | 635  | 586  | 572  | 575  | 573  |

| 1861 | 1866 | 1872 | 1876 | 1881 | 1886 | 1891 | 1896 | 1901 |
| ---- | ---- | ---- | ---- | ---- | ---- | ---- | ---- | ---- |
| 561  | 542  | 522  | 511  | 481  | 508  | 485  | 488  | 480  |

| 1906 | 1911 | 1921 | 1926 | 1931 | 1936 | 1946 | 1954 | 1962 |
| ---- | ---- | ---- | ---- | ---- | ---- | ---- | ---- | ---- |
| 449  | 417  | 326  | 340  | 330  | 309  | 325  | 285  | 262  |

| 1968 | 1975 | 1982 | 1990 | 1999 | 2006 | 2008 | 2013 | 2018 |
| ---- | ---- | ---- | ---- | ---- | ---- | ---- | ---- | ---- |
| 246  | 225  | 261  | 260  | 276  | 275  | 275  | 293  | 318  |

| 2022 | - | - | - | - | - | - | - | - |
| ---- | - | - | - | - | - | - | - | - |
| 319  | - | - | - | - | - | - | - | - |

### Enseignement
Arblade-le-Haut dispose d'une école élémentaire publique (33 élèves en 2013).

### Manifestations culturelles et festivités
- Fête communale : dimanche suivant le 29 juin[29] ;
- Fête patronale : 1er dimanche de mai à Loissan[29].

## Économie

### Revenus
En 2018  (données Insee publiées en septembre 2021), la commune compte 135 ménages fiscaux, regroupant 318 personnes. La médiane du revenu disponible par unité de consommation est de 21 990 € (20 820 € dans le département).

### Emploi
|                | 2008  | 2013  | 2018  |
| -------------- | ----- | ----- | ----- |
| Commune        | 2,7 % | 5,4 % | 9 %   |
| Département    | 6,1 % | 7,5 % | 8,2 % |
| France entière | 8,3 % | 10 %  | 10 %  |

En 2018, la population âgée de 15 à 64 ans s'élève à 188 personnes, parmi lesquelles on compte 81,4 % d'actifs (72,3 % ayant un emploi et 9 % de chômeurs) et 18,6 % d'inactifs,. En  2018, le taux de chômage communal (au sens du recensement) des 15-64 ans est supérieur à celui du département, mais inférieur à celui de la France, alors qu'il était inférieur à celui du département et de la France en 2008.
La commune fait partie de la couronne de l'aire d'attraction de Nogaro, du fait qu'au moins 15 % des actifs travaillent dans le pôle,. Elle compte 46 emplois en 2018, contre 60 en 2013 et 58 en 2008. Le nombre d'actifs ayant un emploi résidant dans la commune est de 138, soit un indicateur de concentration d'emploi de 33,4 % et un taux d'activité parmi les 15 ans ou plus de 58,3 %.
Sur ces 138 actifs de 15 ans ou plus ayant un emploi, 18 travaillent dans la commune, soit 13 % des habitants. Pour se rendre au travail, 94,2 % des habitants utilisent un véhicule personnel ou de fonction à quatre roues, 2,1 % s'y rendent en deux-roues, à vélo ou à pied et 3,6 % n'ont pas besoin de transport (travail au domicile).

### Activités hors agriculture
18 établissements sont implantés  à Arblade-le-Haut au 31 décembre 2019.
Le secteur du commerce de gros et de détail, des transports, de l'hébergement et de la restauration est prépondérant sur la commune puisqu'il représente 33,3 % du nombre total d'établissements de la commune (6 sur les 18 entreprises implantées  à Arblade-le-Haut), contre 27,7 % au niveau départemental.

### Agriculture
La commune est dans le Bas-Armagnac, une petite région agricole occupant une partie ouest du département du Gers. En 2020, l'orientation technico-économique de l'agriculture  sur la commune est la polyculture et/ou le polyélevage.
|               | 1988 | 2000 | 2010 | 2020 |
| ------------- | ---- | ---- | ---- | ---- |
| Exploitations | 30   | 19   | 15   | 15   |
| SAU (ha)      | 693  | 713  | 591  | 766  |

Le nombre d'exploitations agricoles en activité et ayant leur siège dans la commune est passé de 30 lors du recensement agricole de 1988  à 19 en 2000 puis à 15 en 2010 et enfin à 15 en 2020, soit une baisse de 50 % en 32 ans. Le même mouvement est observé à l'échelle du département qui a perdu pendant cette période 51 % de ses exploitations,. La surface agricole utilisée sur la commune a quant à elle augmenté, passant de 693 ha en 1988 à 766 ha en 2020. Parallèlement la surface agricole utilisée moyenne par exploitation a augmenté, passant de 23 à 51 ha.

## Culture locale et patrimoine

### Lieux et monuments
- Église Saint-Pierre d'Arblade-le-Haut
- Église Saint-Luperc de Loissan